# Шмигун-Вяхи, Кристина
Кристина Шмигун-Вяхи (эст. Kristina Šmigun-Vähi; 23 февраля 1977, Тарту, Эстонская ССР) — эстонская лыжница, двукратная олимпийская чемпионка, чемпионка мира.

## Карьера
Дебютировала на Олимпийских играх 1994 года в Лиллехаммере в возрасте 16 лет.
На зимних Олимпийских играх 2006 года выиграла 2 золотых медали. Серебряный призёр зимних Олимпийских игр 2010 года.
8 раз признавалась лучшей спортсменкой года в Эстонии (1997, 1999, 2000, 2002, 2003, 2004, 2006, 2010).
После окончания сезона 2009/10 завершила карьеру.

## В политике
В марте 2019 года по итогам выборов в Рийгикогу стала депутатом в составе Реформистов. 4 апреля 2019 года приняла присягу и участие в первом заседании парламента Эстонии.

## Семья
Отец Анатолий Шмигун — известный советский лыжник, чемпион СССР 1976 года и 1979 года на дистанции 70 км.
Младшая сестра Кристины Катрин Шмигун (род. 1979) также была лыжницей и дважды выступала на Олимпийских играх (1998 и 2002).
В 2007 году вышла замуж за своего менеджера Кристьяна-Тора Вяхи. 7 июня 2008 года родила дочь Викторию-Крис, 3 марта 2011 года родился сын Кристор Том.

## Награды
- Орден Белой звезды I степени (21 февраля 2006 года)[6]
- Орден Эстонского Красного Креста III степени (5 февраля 2004 года)[7]